# فرناندو اوسبیو
فرناندو اوسبیو (انگلیسی: Fernando Eusebio; ۲۳ اوت ۱۹۱۰ – ۱۵ فوریهٔ ۱۹۹۷) بازیکن فوتبال اهل ایتالیا بود.
از باشگاه‌هایی که در آن بازی کرده‌است می‌توان به باشگاه فوتبال آ.اس. رم و باشگاه فوتبال پیستویزه اشاره کرد.